# U-447
L'U-447 (Unterseeboot 447) fu un U-Boot di tipo VII C in servizio nella Marina da guerra tedesca durante la seconda guerra mondiale. Entrato in servizio nel 1942, venne affondato l'anno successivo da aerei inglesi.

## Storia operativa
L'U-447 venne ordinato il 6 agosto 1940 e fu impostato il primo luglio dell'anno successivo. Varato il 30 aprile 1942, entrò in servizio l'11 luglio.
Complessivamente, effettuò due crociere di pattugliamento. La prima, dall'11 luglio 1942 al 28 febbraio 1943, di addestramento con l'8. Flotille. La seconda, invece, dal primo marzo al 7 maggio 1943 con la 9. Flotille. Questa fu la sua unica crociera operativa.
Il sommergibile venne affondato il 7 maggio nei pressi di Gibilterra con bombe di profondità da due aerei antisommergibile Lockheed Hudson della Royal Air Force. Il battello s'inabissò con tutti i 48 uomini di equipaggio.
L'unico comandante dell'U-447 fu il Kapitänleutnant Friedrich Bothe.
Non risulta che questo sommergibile abbia affondato navi nemiche.